# دورية سلامة الصغار

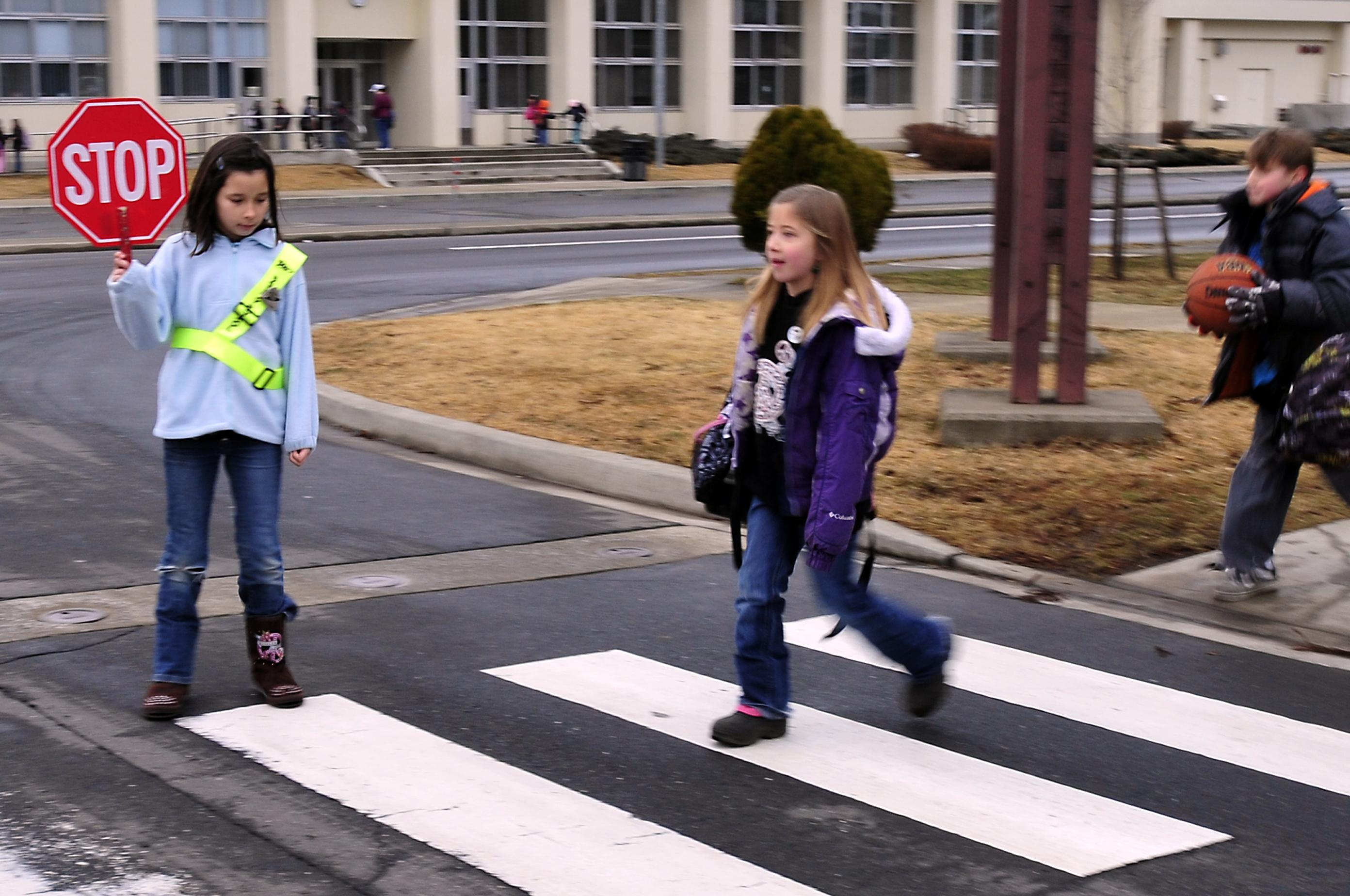

دورية سلامة الصغار هي مجموعة تطوعية من حراس المعبر تشمل الطلاب القدامى أو الأكبر لمساعدة الطلاب الأصغر سنا في عبور الشوارع في المدارس الابتدائية والمدارس المتوسطة في جميع أنحاء الولايات المتحدة. تم تنظيم البرنامج الرسمي لدوريات السلامة المدرسية في عام 1920 من قبل الجمعية الأمريكية للسيارات.
اعتبارا من عام 1995 كان أعضاء دورية السلامة في 76% من المجتمعات في جميع أنحاء الولايات المتحدة. ترعى أندية سلامة الأطفال المعروفة باسم (AAA) في الولايات المتحدة وكندا برنامج دوريات السلامة البالغ 500000 عضو في 50000 مدرسة. توفر نوادي سلامة الأطفال المعروفة باسم (AAA) المحلية مواد التدريب والشارات وغيرها من المواد، بما في ذلك حزام (سام براون) البرتقالي أو الأخضر النيون المطلوبة لتنظيم وتشغيل برنامج دوريات السلامة المدرسية.
أعضاء دورية السلامة السابقين هم رؤساء الولايات المتحدة جيمي كارتر وبيل كلينتون، الدكتورغاري بيكر حاصل على جائزة نوبل في الاقتصاد، عضو مجلس الشيوخ الامريكي جو ن وارنر، حاكم ميشيغان السابق وليام ميليكن،  جو جراجيولا عضو في قاعة مشاهير البيسبول،  لي إياكوكا الرئيس السابق لشركة كرايسلر ورئيس المحكمة العليا وارن بيرغر بجانب  بيرنز فيزلير و 21 من رواد الفضاء.